# The Roof (Back in Time)
Singles de Mariah Carey
Butterfly
(1997) Breakdown
(1998)
The Roof (Back in Time) est une chanson de l'artiste américaine Mariah Carey issue de son sixième album studio Butterfly. Il sort en single le 20 mars 1998 sous le label Columbia Records. Comme Butterfly et Breakdown, The Roof reçoit peu de sorties à cause du conflit de la chanteuse avec son label. La chanson est écrite et produite par Carey et Poke & Tone et échantillone Shook Ones part II de Mobb Deep. Les paroles décrivent une rencontre entre deux amoureux qui raconte comment les souvenirs affectent la protagoniste. Les remixes dispose d'un couplet de rap par Mobb Deep. Les deux versions rencontrent beaucoup de succès auprès des critiques.
Dans le clip, Carey est dans une limousine et raconte le rendez-vous qu'elle a eu. De plus, quelques flash-back montrent Carey en train de caresser son amoureux. Le clip reçoit de très bonnes critiques. Carey interprète la chanson durant le Butterfly World Tour en 1998. À cause de sa publication limitée, The Roof n'entre pas dans les hits-parades à l'exception des Pays-Bas et du Royaume-Uni où elle atteint les 63e et 96e places.

## Structure musicale
The Roof sort en single le 20 mars 1998 sous le label Columbia Records. C'est une chanson lente et sensuelle qui mélange R&B et hip-hop. Elle se compose de grosse caisse et de battements lourds. La seconde version de la chanson présente un couplet de rap par Poke & Tone. Elle échantillonne la chanson Shook Ones Part II de Mobb Deep, dans le refrain et le pont. Les chœurs sont donc présents dans le refrain et le pont. Elle a une signature rythmique commune et est écrite dans la tonalité de Mi majeur. Elle suit la progression d'accords La, Fa1. La gamme vocale de Carey se situe entre les notes Mi2 et Fa4 tandis que le piano et la guitare entre Fa2 et Sol4. Carey écrit les paroles et produit la mélodie. Cory Rooney produit et arrange également le titre. Selon l'auteur Chris Nickson, la chanson est extrêmement importante pour la transition musicale de Carey : « Parolièrement, elle fait partie de sa meilleure production, la mélodie ouvertement sexy, confirme – ce qui était vraiment nécessaire – l'apparition de la nouvelle Mariah ».

## Accueil

### Critique
The Roof a été félicitée par les critiques pour le choix vocal, instrumental et parolier. David Browne d'Entertainment Weekly loue la chanson et la voix de Carey : « Carey est toujours une chanteuse à voix capable de tout transformer en un mot de six syllabes. Pourtant, elle garde sa fameuse octave dans le reste de l'album. Avec une retenue admirable, elle se blottit dans le doux murmure de The Roof ». Rich Juzwiak de Slant Magazine écrit : « Un peu plus de désir, de baisers, et de souvenirs durant The Roof, une révision R&B de The Sook Ones. Mais Mariah est vive, parfois scandaleusement intelligente (faire rimer « liberated » avec « Moet » est génial) ».

### Commercial
The Roof est choisi comme troisième single de Butterfly et reçoit une diffusion radiophonique très restreinte. À cause d'un conflit entre Carey et son label, Sony Music Entertainment autorise la sortie du single en Europe, tandis que Breakdown sort en Océanie. Au Royaume-Uni, la chanson atteint la 96e place du hit-parade le 4 avril 1998. La chanson reste une semaine dans le top 100 du UK Singles Chart. Aux Pays-Bas, elle arrive en 63e position et passe cinq semaines dans le classement.

## Clip
Le clip de The Roof reçoit de très bonnes critiques et est situé à la 18e des « 100 meilleurs clips ». Sal Cinquemani de Slant Magazine donne une très bonne critique à la vidéo et complimente le fait que Carey incorpore la chanson sensuelle dans « un conte sophistiqué sur une rencontre sexy ». La vidéo remémore l'histoire d'une relation à Carey et la nuit où ils se sont rencontrés sur un toit. Le décor se situe autour d'une limousine noire, un appartement de New York, et le toit d'un immeuble sous la pluie où « Carey apparaît la plus vulnérable, avec le mascara qui coule et trempée à la suite de cette nuit pluvieuse et froide ». Pour conclure sa critique, Cinquemani écrit : « Quand Carey monte par le toit ouvrant de la limousine et se réjouit de la pluie de novembre, elle n'est pas ivre à cause du champagne mais à cause de ses flash-backs ».
Le clip est réalisé par Carey et Diane Martel durant le printemps 1998. La vidéo commence avec Carey assise dans une limousine, se rappelant la nuit qu'elle a passée. C'est alors qu'on voit des scènes de son flash-back ainsi que des images de son appartement. Ensuite, elle rejoint une fête où elle commence à danser et caresser son amant. Tandis que la passion grandit, la pluie commence à tomber. À la fin de la vidéo, Carey ouvre le toit de la limousine et reste sous la nuit pluvieuse, essayant de capturer les moments magiques qu'elle a eus cette nuit-là. Le clip se termine par une scène où elle est allongée seule et triste.

## Interprétations scéniques
La chanteuse interprète peu de fois The Roof en concert. Elle est reprise durant le Butterfly World Tour en 1998, à l'exception des concerts japonais. Durant les prestations, elle est accompagnée de danseurs qui font des chorégraphies. Carey porte un ensemble beige et danse avec son partenaire. Elle n'a jamais repris la chanson lors d'une émission télévisée.

## Versions
CD single
1. The Roof (Back in Time) (Version Album) – 5:15
2. The Roof (Back in Time) (Radio Edit) – 3:58
3. The Roof (Back in Time) (Mobb Deep Extended Version) – 5:31
4. The Roof (Back in Time) (Full Crew's Club Mix) – 4:58
5. The Roof (Back in Time) (Full Crew Mix) – 4:58

Vinyle
1. The Roof (Back in Time) (Mobb Deep Extended Remix) – 5:31
2. The Roof (Back in Time) (Full Crew's Club Mix) – 4:58
3. The Roof (Back in Time) (Full Crew Mix) – 4:58
4. The Roof (Back in Time) (Full Crew Radio Edit/No Rap) – 3:50
5. The Roof (Back in Time) (Funky Club Mix) – 8:28
6. The Roof (Back in Time) (After Hours Mix) – 9:13
7. The Roof (Back in Time) (Bass Man Mix) – 8:14

## Crédits
- Mariah Carey – coproduction, écriture, chant
- Jean-Claude Oliver – coproduction, écriture
- Samuel Barnes – coproduction, écriture
- Cory Rooney – mixage, effets spéciaux
- Albert Johnson – écriture
- Kejuan Waliek Muchita – écriture

Crédits issus de l'album Butterfly

## Classements
| Pays        | Position |
| ----------- | -------- |
| Pays-Bas    | 63       |
| Royaume-Uni | 96       |

## Compléments